# Gunnarstjärnen (Karlanda socken, Värmland)
Gunnarstjärnen är en sjö i Årjängs kommun i Värmland och ingår i Göta älvs huvudavrinningsområde. Sjön har en area på 0,101 kvadratkilometer och ligger 188,2 meter över havet. Sjön avvattnas av vattendraget Rinnan.

## Delavrinningsområde
Gunnarstjärnen ingår i det delavrinningsområde (661349-129095) som SMHI kallar för Ovan 661311-129171. Medelhöjden är 209 meter över havet och ytan är 8,01 kvadratkilometer. Det finns ett avrinningsområde uppströms, och räknas det in blir den ackumulerade arean 40,28 kvadratkilometer. Rinnan som avvattnar avrinningsområdet har biflödesordning 3, vilket innebär att vattnet flödar genom totalt 3 vattendrag innan det når havet efter 339 kilometer. Avrinningsområdet består mestadels av skog (88 procent). Avrinningsområdet har 0,1 kvadratkilometer vattenytor vilket ger det en sjöprocent på 1,3 procent.